# Сєдов Олексій Олексійович
Олексі́й Олексі́йович Сєдо́в (17 жовтня 1990 — 31 липня 2014) — солдат Збройних сил України, учасник російсько-української війни.

## Життєпис
Народився 1990 року в місті Дніпропетровськ. Виріс в багатодітній сім'ї, де був єдиним сином; закінчив дніпропетровську школу. Служив в армії протягом 2009—2010 років, потім працював на Південному машинобудівному заводі.
У часі війни — стрілець 25-ї Дніпропетровської повітряно-десантної бригади, в/ч А1126 (Гвардійське). 26 липня 2014-го з побратимами виїхав під Дебальцеве.
Загинув під час спроби батальйону 25-ї бригади взяти штурмом місто Шахтарськ внаслідок потужних обстрілів бойовиками з РСЗВ «Град» позицій силовиків, а також атаки бойовиків із засідки на колону БТР десантників поблизу м. Шахтарськ Донецької області. Снаряд влучив у БТР. Російські бойовики знімали тіла загиблих десантників на відео і фото і потім хизувались у соцмережах. Терористи тимчасово поховали біля недобудованої церкви у парку Шахтарська — Артема Джубатканова, Євгена Сердюкова, Олексія Сєдова, Станіслава Трегубчака, Петра Федоряку, Халіна Володимира та, можливо — Володимира Самишкіна. Тоді ж поліг Андрій Болтушенко. Вважається зниклим старший лейтенант Шатайло Михайло Сергійович — тіло не ідентифіковане.
Тіло Олексія змогли вивезти з Шахтарська тільки у жовтні. Його тіло лежало у братській могилі біля недобудованої церкви у парку Шахтарська. Похований з почестями 18 жовтня 2014 року на Краснопільському цвинтарі Дніпропетровська.
Без Олексія лишились батько, мама Раїса Миколаївна, та чотири сестри.

## Нагороди та вшанування
- 14 березня 2015 року — за особисту мужність і героїзм, виявлені у захисті державного суверенітету та територіальної цілісності України, вірність військовій присязі під час російсько-української війни, відзначений — нагороджений орденом «За мужність» III ступеня (посмертно)
- на будинку де проживав Олексій, 24 травня 2018 року йому відкрито меморіальну дошку[1][2].